# Talang Babat
Talang Babat is een bestuurslaag in het regentschap Tanjung Jabung Timur van de provincie Jambi, Indonesië. Talang Babat telt 2413 inwoners (volkstelling 2010).